# U-2号潜艇 (1908年)
陛下之2号潜艇是德意志帝国海军建造的一艘潜艇或称U艇。它于1906年3月4日从但泽的帝国船厂订购，1908年6月18日下水，并于1907年7月18日投入德意志帝国海军服役，首任艇长为卡尔·巴滕巴赫上尉。该艇并未参与实战巡逻，而是把第一次世界大战当成训练平台。
德国投降后，U-2号于1919年2月19日正式从海军序列中除籍，并于1920年2月3日售予斯廷尼斯拆解报废。

## 脚注
1. 1 2 3 4  Rössler，第15頁.
2. ↑  Gröner 1991，第3-4頁.